# Åva, Brändö
Åva är en ö och by i Brändö på Åland. Åva har 96 invånare (2020). Ön är i söder förbunden med Brändö by genom vägbankar och en bro, på öns norra del finns Åva hamn som trafikeras av Ålandstrafikens färjor till Jurmo och till Osnäs (med förbindelse vidare till finska fastlandet).

## Beskrivning
Öns area är 6,96 kvadratkilometer och dess största längd är 5 kilometer i nord-sydlig riktning. Åva är omgivet av Jurmo strömmen och ön Jurmo i norr, fjärden Skiftet i öster, Åva strömmen och ön Brändö i söder samt Ängskärsfjärden i väster.

## Etymologi
Namnet Åva är av oklart ursprung.

## Befolkningsutveckling
| Befolkningsutvecklingen i Åva 2000–2020 | Befolkningsutvecklingen i Åva 2000–2020 | Befolkningsutvecklingen i Åva 2000–2020 | Befolkningsutvecklingen i Åva 2000–2020 | Befolkningsutvecklingen i Åva 2000–2020 |
| --------------------------------------- | --------------------------------------- | --------------------------------------- | --------------------------------------- | --------------------------------------- |
|                                         |                                         |                                         |                                         |                                         |
| År                                      |                                         |                                         | Folkmängd                               |                                         |
| 2000                                    | 2000                                    |                                         | 77                                      |                                         |
| 2005                                    | 2005                                    |                                         | 89                                      |                                         |
| 2010                                    | 2010                                    |                                         | 84                                      |                                         |
| 2015                                    | 2015                                    |                                         | 83                                      |                                         |
| 2020                                    | 2020                                    |                                         | 96                                      |                                         |